# Mallochomacquartia flavohirta
Mallochomacquartia flavohirta là một loài ruồi trong họ Tachinidae.